# Флаг Сибири
Флаг Сиби́ри — политический символ сибирского областнического движения и автономной сибирской государственности в годы революции 1917 г. и гражданской войны в России.
В XXI веке флаг не имеет официального статуса, однако его цвета используются в Сибири на флагах некоторых административных единиц и как «сибирские цвета» рядом движений и организаций.

## Описание флага
Вариант флага, принятый на сибирской конференции общественных организаций в августе 1917 года, имеет диагональное сечение полотнища от верхнего левого угла к правому нижнему, причем верхняя правая часть окрашена в зелёный цвет, а левая нижняя — в белый. Однако существовали горизонтальные варианты флага, также варьировались способы взаимного расположения белой и зелёной частей, равно как и оттенки зелёной части флага.

## Цвета флага и их значение
| Цвет  | Белый       | Зелёный    |
| ----- | ----------- | ---------- |
| HTML  | ffffff      | #14604E    |
| RGB   | 255 255 255 | 20 96 78   |
| HSV   | 0 0 100     | 166 79 38  |
| CMYK  | 0 0 0 0     | 79 0 19 62 |
| HSL   | 0 0 100     | 166 66 23  |
| HSLuv | 0 0 100     | 162 92 36  |

- Белый цвет — снег
- Зелёный цвет — тайга

## История флага

Герб Томской губернии

Бело-зелёный флаг с двумя равновеликими горизонтальными полосами впервые появляется в 1853 году, в качестве флага Сибирского студенческого землячества Казанского университета. Источником цветов флага, скорее всего, послужили цвета герба Томской губернии, выходцами откуда было большинство студентов-сибиряков.
Впоследствии, в 1880-х годах, белый и зелёный цвета использовались при проведении вечеров в пользу учащихся-сибиряков в Санкт-Петербурге Н. М. Ядринцевым и его супругой.
5 августа 1917 года состоялась Конференция общественных организаций Сибири, созванная областниками. На этом форуме был единогласно утверждён флаг со следующим описанием:

«Национальный Сибирский флаг представляет собою сочетание 2-х цветов: белого и зеленого. Белый цвет означает снега Сибирские, зеленый — Сибирскую тайгу. По форме флаг является прямоугольником, который диагональю, соединяющей левый верхний угол с правым нижним, разделяется на две части, причём верхняя часть зелёная, нижняя белая».
В декабре 1917 года собрался Чрезвычайный Сибирский областной съезд, который провозгласил создание «автономной областной власти» в Сибири и подтвердил постановление Конференции общественных организаций о сибирском флаге.

Знамёна Сибирской армии

28 января 1918 года было избрано Временное правительство автономной Сибири, от имени которого действовали многие антибольшевистские военные и политические организации, которые выступили под бело-зелёным флагом во время восстания в мае — июне 1918 года.
26 мая 1918 года в Новониколаевске началось вооруженное выступление Чехословацкого корпуса и местного эсеровско-офицерского подполья. Бело-зелёные повязки стали опознавательным знаком участников восстания. В обращении Западно-Сибирского комиссариата провозглашалось, что «согласно постановлению чрезвычайного Сибирского областного съезда устанавливаются цвета белый и зелёный флага автономной Сибири — эмблема снегов и лесов сибирских».
Сибирский флаг (с наложенным на него золотым ополченским крестом) стал знаменем Сибирской армии. Бело-зелёная символика использовалась в качестве знамён сибирских воинских частей, в шевронах и кокардах. В зале заседаний Сибирской областной Думы был вывешен бело-зелёный транспарант с надписью «Через автономную Сибирь к возрождению свободной России», а для депутатов было изготовлено 207 бело-зелёных значков.

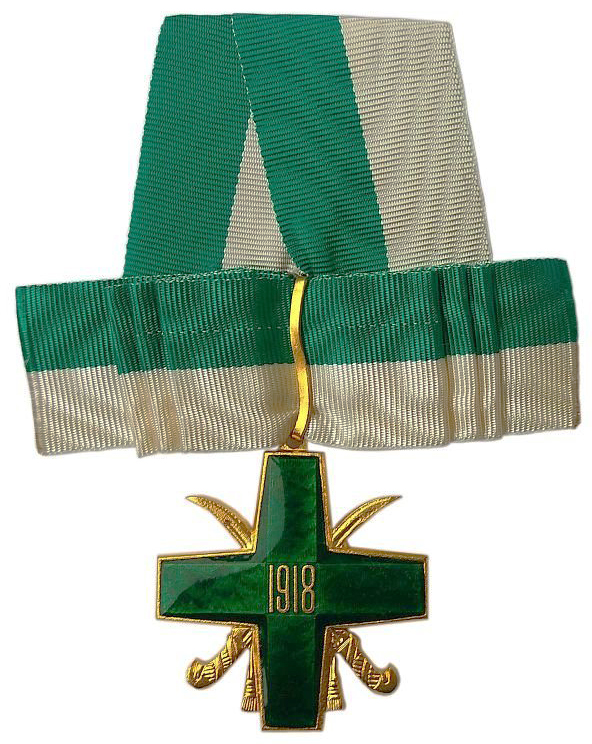
Орден «Освобождение Сибири»

Официальный характер сибирского флага признавался как ВСП, так и перебравшимся к тому времени во Владивосток ВПАС. В постановлении от 30 июля 1918 года за подписью председателя Совета министров П. Я. Дербера и исполняющего обязанности государственного секретаря Е. В. Захарова указывалось: «Утвердить для обнародования форму Сибирского флага, принятую Томской Конференцией общественных организаций Сибири 5 августа 1917 г. (бело-зелёный), причем наряду с Сибирским флагом допустимо вывешивание и общероссийского трёхцветного флага».
3 ноября 1918 года Временное Сибирское правительство прекратило своё существование, однако бело-зелёная символика продолжала использоваться. Например, 27 июня 1919 года Верховный правитель России А. В. Колчак учредил орден Освобождения Сибири, чья форма представляла собой крест зелёного цвета, который должен был носиться на лентах «о двух полосах, из коих одна белая, другая зелёная».
Вплоть до начала 1920 года в некоторых воинских частях белой армии сохранялись сибирские знамёна и кокарды на головных уборах. На позднем этапе гражданской войны бело-зелёная символика использовалась некоторыми отрядами антибольшевистских партизан, в том числе Сибирской добровольческой дружиной А. Пепеляева во время Якутского похода.
В советское время флаг или производная от него символика не использовались, однако после распада СССР флаги некоторых административных образований были созданы по цветовому подобию флага Сибири.

## Галерея

### Флаги

Флаг ВПАС Дербера и  ВСП Вологодского
Флаг Забайкальской белой государственности
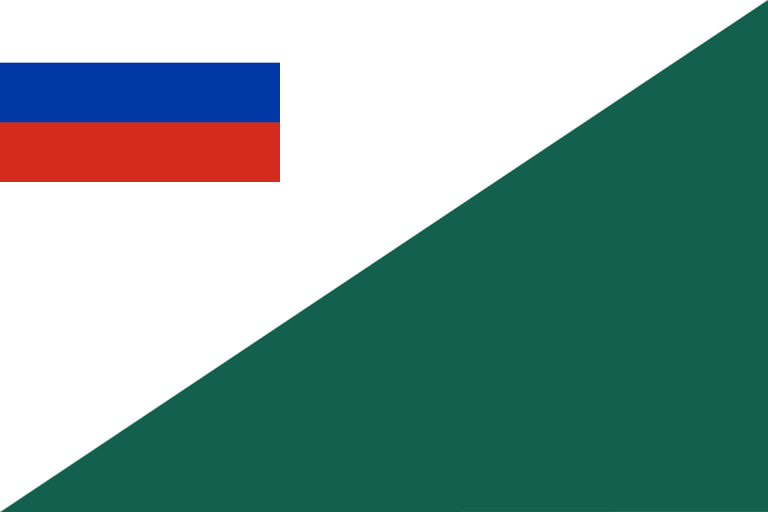
Флаг Совета уполномоченных организаций автономной Сибири (СУОАС)
Флаг Тунгусской республики
Флаг Мегиона
Флаг Карасука
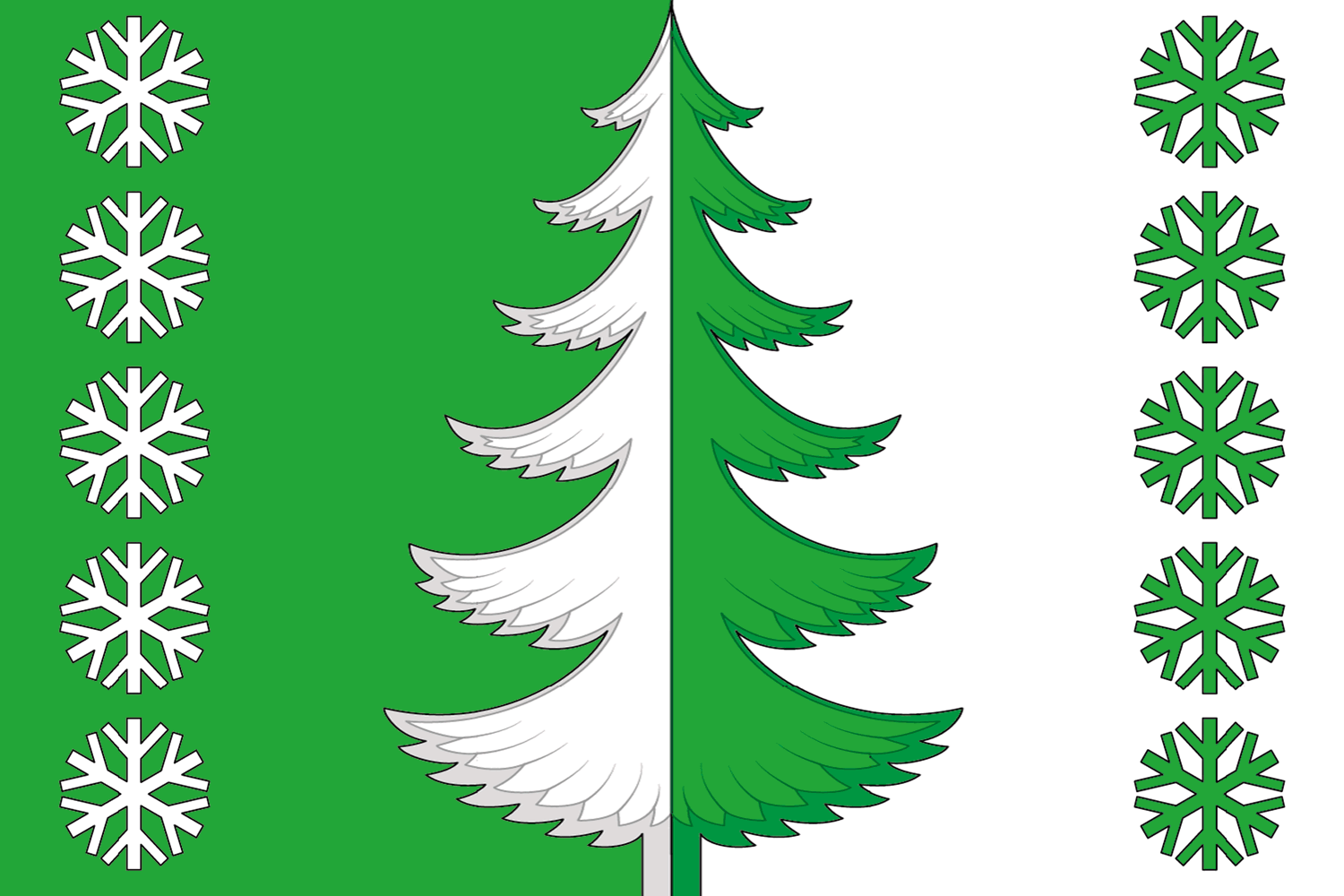
Флаг сельского поселения Выкатной в ХМАО
Флаг Беловского района Кемеровской области
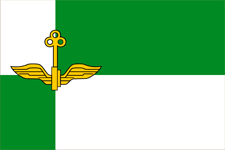
Флаг Тынды
Флаг Марьяновского района Омской области
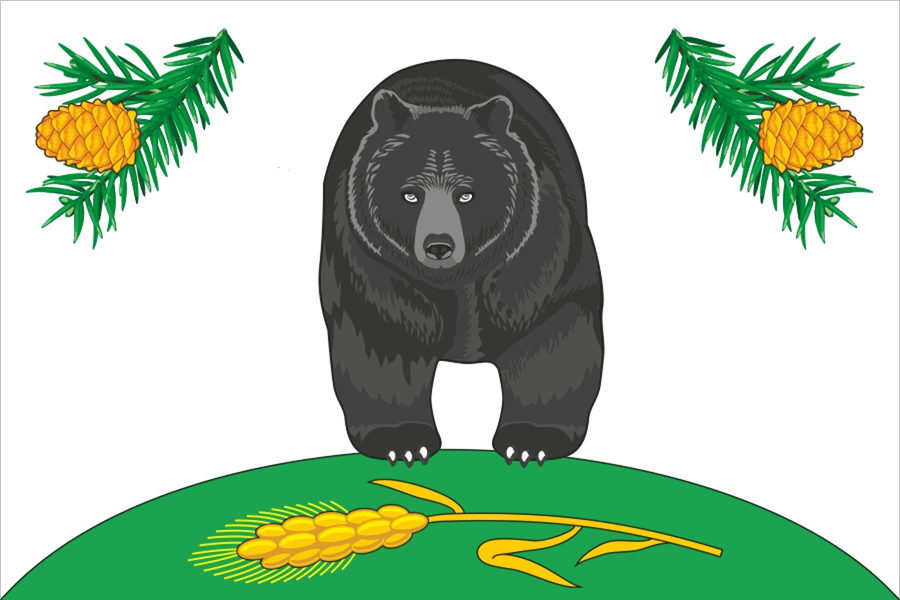
Флаг Новокривошеинского сельского поселения Томской области
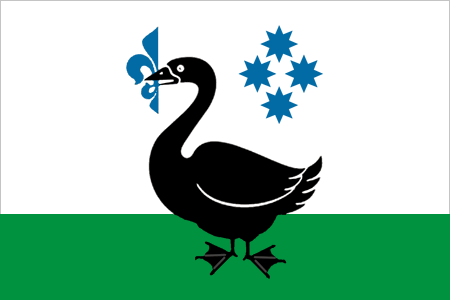
Флаг Каскаринского муниципального образования Тюменской области
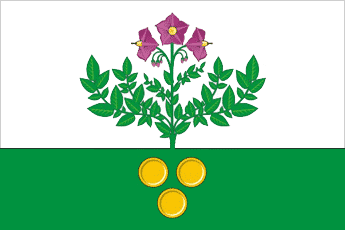
Флаг Салаирского муниципального образования Тюменской области

### Гербы

Герб Новосибирска
Герб Кургана
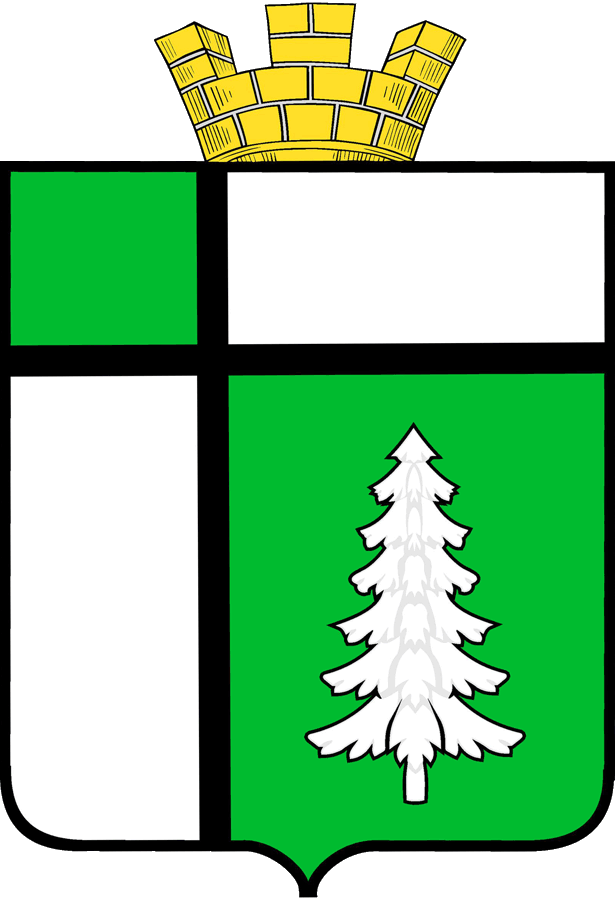
Герб Тайшета
Герб Усть-Ордынского Бурятского округа
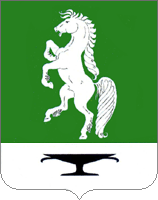
Герб Беченчинского наслега
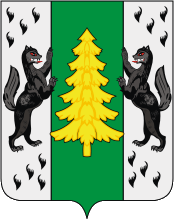
Герб Лесосибирска
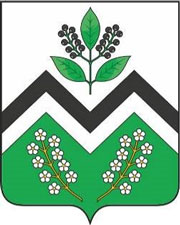
Герб Мошково
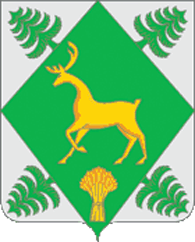
Герб района имени Лазо Хабаровского края
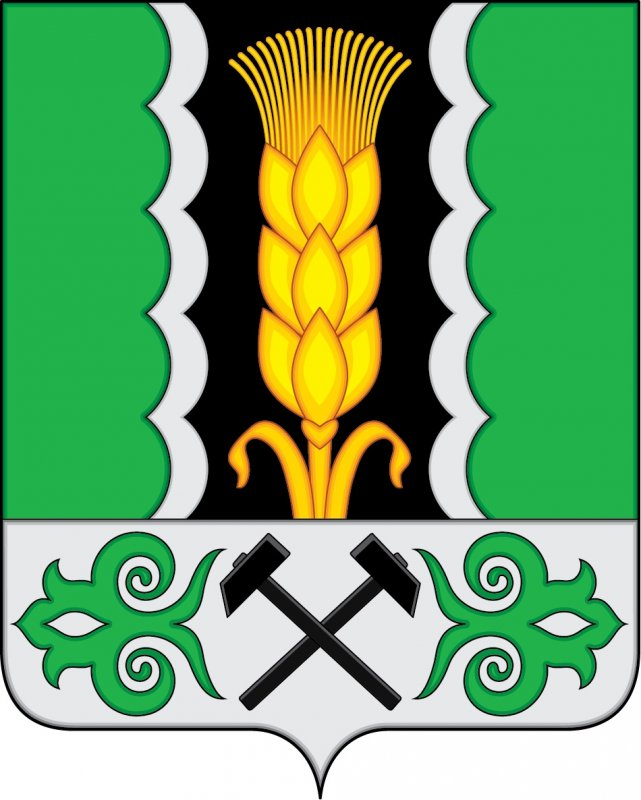
Герб Алтайского района Хакасии
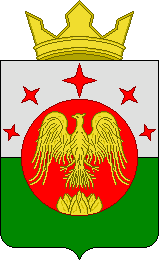
Герб Толмачевского сельсовета Новосибирской области

### Логотипы спортивных команд

ФК «Сибирь» (Новосибирск)
ФК «Томь» (Томск)
ФК «Сибиряк» (Братск)
ФК «Иркутск»
ХК «Югра» (Ханты-Мансийск)